# Oospila decoloraria
Oospila decoloraria är en fjärilsart som beskrevs av Walker 1861. Oospila decoloraria ingår i släktet Oospila och familjen mätare. Inga underarter finns listade i Catalogue of Life.